# Alchornea latifolia
Alchornea latifolia är en törelväxtart som beskrevs av Olof Swartz. Alchornea latifolia ingår i släktet Alchornea och familjen törelväxter. Inga underarter finns listade i Catalogue of Life.